# Automolus rubiginosus
Automolus rubiginosus là một loài chim trong họ Furnariidae.